# Pseudoanthidium wahrmanicum
Pseudoanthidium wahrmanicum är en biart som först beskrevs av George A. Mavromoustakis 1953.  Pseudoanthidium wahrmanicum ingår i släktet Pseudoanthidium och familjen buksamlarbin. Inga underarter finns listade i Catalogue of Life.